# 스트리트 나이트
《스트리트 나이트》(영어: Street Knight)는 미국에서 제작된 앨버트 매그놀리 감독의 1993년 액션, 드라마, 범죄 영화이다. 제프 스피크먼 등이 주연으로 출연하였고 마크 디설이 제작에 참여하였다.

## 출연
- 제프 스피크먼 - 바렛
- 크리스토퍼 님 - 프랭클린
- 루이스 반 베건 - 크로위

## 한국판 성우진(SBS)
- 이정구 - 바렛(제프 스피크먼)
- 유강진 - 프랭클린(크리스토퍼 님)
- 최병상 - 시스코(라몬 프랑코)
- 김준 - 에잇볼(리처드 알렌)
- 문영래 - 더그(스티븐 리스카)
- 이성 - 크로위(루이스 반 베건)
- 권혁수 - 잭(마르코 로드리게즈)
- 유동현 - 레이(베니 케이시)
- 이재용 - 윌리(제레미아 버켓)
- 손선근 - 카를로스(리차드 코카)
- 최덕희 - 레베카(제니퍼 가티)
- 이미자 - 루신다(케티 레스터)
- 한호웅 - 피위(모에 버트란)
- 전인배 - 경찰(그레고리 슈마워스)

## 기타
- Line PD: 조지 숄츠
- 공동제작: 페기 디살
- 미술: 커티스 슈넬
- 배역: 캐시 헨더로슨-블레이크
- 배역: 톰 맥스위니

## 반응
이 영화는 대부분 부정적인 평가를 받았다. 인터넷 영화 데이터베이스에서 5.2/10 사용자 점수를 유지하고 있다.